# 10.º Distrito Congressional do Alabama
O 10º Distrito Congressional do Alabama foi um dos Distritos Congressionais do Estado norte-americano do Alabama, segundo o censo de 1920 sua população era de 170.857 habitantes, o distrito foi extinguido em 1933 após o censo de 1930.